# Виктория Маргарита Прусская
Виктория Маргарита Прусская (нем. Victoria Margarita von Preußen, полное имя Виктория Маргарита Елизавета Мария Ульрика Адельгейда (нем. Victoria Elizabeth Margarita Maria Ulrika Adelheid ); 17 апреля 1890, Потсдам — 9 сентября 1923, охотничий дворец Глинике) — принцесса Прусская, в замужестве — принцесса Рейсс-Кестрицская.

## Биография
Виктория Маргарита родилась в семье прусского принца Фридриха Леопольда и его супруги Луизы Софии, урождённой принцессы Шлезвиг-Гольштейнской. По линии отца она была внучкой принца Прусского Фридриха Николая и принцессы Марии Анны Ангальт-Дессауской, по линии матери — Фридриха VIII, герцога Шлезвиг-Гольштейнского, и его супруги Адельгейды Гогенлоэ-Лангенбургской. У Виктории Маргариты было три младших брата.
По матери принцесса приходилась племянницей императрице Германии Августы Виктории, супруге императора Вильгельма II.
Резиденцией семьи был охотничий дворец Глинике.
За принцессой начал ухаживать принц Рейсс-Кестрицский Генрих XXXIII. Он был внуком великого герцога Саксен-Веймар-Эйзенахского Карла Александра и его супруги Софии Нидерландской. Матерями Карла Александра и Софии Нидерландской были дочери императора Павла I, что делает Генриха его праправнуком. До рождения в 1909 году принцессы Юлианы он выступал одним из основных претендентов на престол Нидерландов, в случае бездетности королевы Вильгельмины.
Генрих считался человеком разносторонних талантов: был известным мастером по работе со слоновой костью, а также художником и скульптором.
Родители Виктории Маргариты были против этого брака, надеясь на лучшую партию для дочери. Однако, кайзер Вильгельм II, в целом, одобрил брак между своей племянницей и принцем Рейсским.
17 мая 1913 года принцесса вышла замуж за Генриха XXXIII. К алтарю Викторию Маргариту вел сам кайзер Вильгельм II.
У супругов было двое детей:
- Мария Луиза Рейсс-Кестрицская (1915—1985) — вышла замуж за Эриха Тайсена, затем — за Александра Боди, оба брака закончились разводом, в первом браке родила дочь:
  - Виктория Сибилла Тайсен (род. 31 декабря 1942 г.), вышла замуж за Вольфганга Шафера 22 сентября 1969 г. У них трое детей.
- Генрих II Рейсс-Кестрицский (1916—1993) — князь Рейсс-Кестрицский, не женат, детей не имел.

Супруги развелись в 1922 году. Через год Виктория Маргарита умерла в родительском доме в Потсдаме, заболев испанкой. Похоронена на семейном кладбище замка Глинике.
Через несколько лет Генрих женился на женщине намного старше себя Аллен Тью, дочерью американского банкира, для которой этот брак стал уже четвёртым. В 1935 году они также расстались. Ушел из жизни в возрасте 63 лет.